# Rallye dos Sertões
Le Rallye dos Sertões est un rallye-raid qui se dispute chaque année en été au Brésil depuis 1993.

## Historique
La première édition du rallye voit le jour en 1992. Le périple est long de 3500 km pour lequel 34 concurrents moto ont pris le départ.
En 1995, les voitures entrent dans la course et la Fédération internationale de motocyclisme reconnait le rallye.
Jusqu’alors brésilien, le rallye s’ouvrent à l’international en 1996.
En 2000, c’est au tour des camions de s’engager.
La FIA reconnait le rallye comme étape au Championnat de 2008.
Depuis 2012 est également disputée annuellement la catégorie UTV.

## Palmarès
| #  | Année | Moto                           | Auto                                  | Quad                                    | Camion                                                |
| -- | ----- | ------------------------------ | ------------------------------------- | --------------------------------------- | ----------------------------------------------------- |
| 1  | 1993  | Gilmar dos Anjos               |                                       |                                         |                                                       |
| 2  | 1994  | Joaquim G. Rodrigues Juca Bala |                                       |                                         |                                                       |
| 3  | 1995  | Jean de Azevedo                | Wedigo Von Borries Suen Von Borries   |                                         |                                                       |
| 4  | 1996  | Joaquim G. Rodrigues Juca Bala | Cacá Clauset Norton Lopes             |                                         |                                                       |
| 5  | 1997  | Juliano Sacioto                | Klever Kolberg André de Azevedo       |                                         |                                                       |
| 6  | 1998  | Heinz Kinigadner               | Klever Kolberg André de Azevedo       |                                         |                                                       |
| 7  | 1999  | José Hélio Rodriguez Filho     | Riamburgo Ximenes Paulo Roberto Salle | Hélio M. Cangueiro João A. Amaral Henri |                                                       |
| 8  | 2000  | Jean de Azevedo                | Reinaldo Varela Alberto Fadigatti     | André de Azevedo Hélio Cangueiro        |                                                       |
| 9  | 2001  | Tiago Laurito Fantozzi         | Édio Füchter Milton Pereira           | Alfredo Yan de Andrade João Guilherme   |                                                       |
| 10 | 2002  | Jean de Azevedo                | Édio Füchter Milton Pereira           | André de Azevedo Robson Pereira         |                                                       |
| 11 | 2003  | José Hélio Rodriguez Filho     | Guilherme Spinelli Marcelo Vivolo     | Carlos Salvini Guido Salvini            |                                                       |
| 12 | 2004  | Jean de Azevedo                | Guilherme Spinelli Marcelo Vivolo     | André de Azevedo Robson P. de Oliveira  |                                                       |
| 13 | 2005  | Jean de Azevedo                | Edú Piano Rogério Almeida             | Robert Naji Nahas                       | Amable Barrasa José Papacena Neto                     |
| 14 | 2006  | Cyril Despres                  | João A. Franciosi Rafael Capoani      | Carlo Collet                            | Amable Barrasa José Papacena Neto Domenico Montalbano |
| 15 | 2007  | José Hélio Rodriguez Filho     | Mauricio Neves Clécio Maestreli       | Mauricio Costa Ramos                    | Edú Piano Solon Mendes Davi Fonseca                   |
| 16 | 2008  | José Hélio Rodriguez Filho     | Giniel de Villiers Dirk Von Zitzewitz | Robert Naji Nahas                       | Edú Piano Solon Mendes Davi Fonseca                   |
| 17 | 2009  | José Hélio Rodriguez Filho     | Carlos Sainz Lucas Cruz               | Cristiano Sousa                         | Edú Piano Solon M. Davi Fonseca                       |
| 18 | 2010  | Marc Coma                      | Guilherme Spinelli Youssef Haddad     | Rafał Sonik                             | Marcos Cassol Rodrigo Mello Davi Fonseca              |
| 19 | 2011  | Cyril Despres                  | Guilherme Spinelli Youssef Haddad     | Tom Rosa                                | Edú Piano Solon Mendes Davi Fonseca                   |
| 20 | 2012  | Felipe Zanol                   | S. Peterhansel Jean-Paul Cottret      | Marcelo Medeiros                        | Carlos Policarpo Romulo Seccomandi Davi Fonseca       |
| 21 | 2013  | Paulo Gonçalves                | S. Peterhansel Jean-Paul Cottret      | Robert Naji Nahas                       | Edú Piano Solon Mendes Antonio Carlos de Sales        |
| 22 | 2014  | Marc Coma                      | Guilherme Spinelli Youssef Haddad     | Robert Naji Nahas                       | Edú Piano Solon Mendes Antonio Carlos de Sales        |
| 23 | 2015  | Jean de Azevedo                | Reinaldo Varela Gustavo Gugelmin      | Marcelo Medeiros                        | Bruno Sperancini Lourival Roldan                      |
| 24 | 2016  | Gregorio Caselani              | Cristian Baumgart Beco Andreotti      | Edgley Sobrinho                         |                                                       |
| 25 | 2017  | Jean de Azevedo                | Cristian Baumgart Beco Andreotti      | Diogo Zonato                            |                                                       |
| 26 | 2018  | Tunico Maciel                  | Cristian Baumgart Beco Andreotti      | Wescley Dutra                           |                                                       |
| 27 | 2019  | Tunico Maciel                  | Lucas Moraes Kaique Bentivoglio       | Marcelo Medeiros                        |                                                       |
| 28 | 2020  | Ricardo Martins                | Marcos Baumgart Kleber Cincea         | Marcelo Medeiros                        |                                                       |
| 29 | 2021  | Adrien Metge                   | Cristian Baumgart Beco Andreotti      | Manuel Andújar                          |                                                       |
| 30 | 2022  | Bissinho Zavatti               | Lucas Moreas Kaique Bentivoglio       |                                         |                                                       |
| 31 | 2023  | Mason Klein                    | Marcelo Gastaldi Cadu Sachs           |                                         |                                                       |
| 32 | 2024  | Adrien Metge                   | Lucas Moraes Kaique Bentivoglio       | Marcelo Medeiros                        |                                                       |